# ISM Connect 300
L'ISM Connect 300 est une course automobile annuelle de voitures type stock-car, organisée par la NASCAR comptant pour le championnat des NASCAR Cup Series qui s'est déroulée de 1997 à 2017 sur le New Hampshire Motor Speedway de Loudon dans le New Hampshire.

## Palmarès
| Année | Date         | Pilote         | Écurie                   | Châssis   | Distance course | Distance course   | Temps course    | Vitesse moyenne (mph) |
| ----- | ------------ | -------------- | ------------------------ | --------- | --------------- | ----------------- | --------------- | --------------------- |
| Année | Date         | Pilote         | Écurie                   | Châssis   | Tours           | Miles (km)        | Temps course    | Vitesse moyenne (mph) |
| 1997  | 14 septembre | Jeff Gordon    | Hendrick Motorsports     | Chevrolet | 300             | 317,4 (510,805)   | 3 h 09 min 45 s | 100,364               |
| 1998  | 30 août      | Jeff Gordon    | Hendrick Motorsports     | Chevrolet | 300             | 317,4 (510,805)   | 2 h 49 min 55 s | 112,078               |
| 1999  | 19 septembre | Joe Nemechek   | SABCO Racing             | Chevrolet | 300             | 317,4 (510,805)   | 3 h 09 min 10 s | 100,673               |
| 2000  | 17 septembre | Jeff Burton    | Roush Racing             | Ford      | 300             | 317,4 (510,805)   | 3 h 06 min 42 s | 102,003               |
| 2001  | 23 novembre  | Robby Gordon   | Richard Childress Racing | Chevrolet | 300             | 317,4 (510,805)   | 3 h 03 min 50 s | 103,594               |
| 2002  | 15 septembre | Ryan Newman    | Penske Racing            | Ford      | 207             | 219,006 (352,455) | 2 h 05 min 03 s | 105,081               |
| 2003  | 14 septembre | Jimmie Johnson | Hendrick Motorsports     | Chevrolet | 300             | 317,4 (510,805)   | 2 h 58 min 41 s | 106,58                |
| 2004  | 19 septembre | Kurt Busch     | Roush Racing             | Ford      | 300             | 317,4 (510,805)   | 2 h 53 min 31 s | 109,753               |
| 2005  | 18 septembre | Ryan Newman    | Penske Racing            | Dodge     | 300             | 317,4 (510,805)   | 3 h 18 min 36 s | 95,891                |
| 2006  | 17 septembre | Kevin Harvick  | Richard Childress Racing | Chevrolet | 300             | 317,4 (510,805)   | 3 h 06 min 21 s | 102,195               |
| 2007  | 16 septembre | Clint Bowyer   | Richard Childress Racing | Chevrolet | 300             | 317,4 (510,805)   | 2 h 52 min 23 s | 110,475               |
| 2008  | 14 septembre | Greg Biffle    | Roush Fenway Racing      | Ford      | 300             | 317,4 (510,805)   | 3 h 00 min 34 s | 105,468               |
| 2009  | 20 septembre | Mark Martin    | Hendrick Motorsports     | Chevrolet | 300             | 317,4 (510,805)   | 3 h 09 min 01 s | 100,753               |
| 2010  | 19 septembre | Clint Bowyer   | Richard Childress Racing | Chevrolet | 300             | 317,4 (510,805)   | 2 h 58 min 22 s | 106,769               |
| 2011  | 25 septembre | Tony Stewart   | Stewart-Haas Racing      | Chevrolet | 300             | 317,4 (510,805)   | 2 h 43 min 13 s | 116,679               |
| 2012  | 23 septembre | Denny Hamlin   | Joe Gibbs Racing         | Toyota    | 300             | 317,4 (510,805)   | 2 h 43 min 02 s | 116,81                |
| 2013  | 22 septembre | Matt Kenseth   | Joe Gibbs Racing         | Toyota    | 300             | 317,4 (510,805)   | 2 h 57 min 02 s | 107,573               |
| 2014  | 21 septembre | Joey Logano    | Team Penske              | Ford      | 303             | 320,574 (515,913) | 3 h 14 min 53 s | 98,697                |
| 2015  | 27 septembre | Matt Kenseth   | Joe Gibbs Racing         | Toyota    | 300             | 317,4 (510,805)   | 2 h 58 min 51 s | 106,480               |
| 2016  | 25 septembre | Kevin Harvick  | Stewart-Haas Racing      | Chevrolet | 300             | 317,4 (510,805)   | 2 h 54 min 15 s | 109,291               |